# Nibbiola
Nibbiola – miejscowość i gmina we Włoszech, w regionie Piemont, w prowincji Novara.
Według danych na rok 2004 gminę zamieszkiwało 720 osób, 65,5 os./km².